# Resolució 313 del Consell de Seguretat de les Nacions Unides
La Resolució 313 del Consell de Seguretat de les Nacions Unides, aprovada per unanimitat el 28 de febrer de 1972, va exigir que Israel desistís immediatament de l'acció militar en el sòl contra el Líban i la retirada de totes les seves forces militars del territori libanès.